# Мацубара Аріса
Мацубара Аріса (яп. 松原 有沙; нар. 1 травня 1995) — японська футболістка. Вона грала за збірну Японії.

## Клубна кар'єра
У 2018 році дебютувала в «Нодзіма Стелла Канаґава».

## Кар'єра в збірній
У червні 2019 року, її викликали до національної збірної Японії на SheBelieves Cup. На цьому турнірі, 27 лютого, вона дебютувала в збірній у поєдинку проти США. З 2019 рік зіграла 4 матчі та відзначилася 1-а голами в національній збірній.

## Статистика виступів
| Збірна Японії | Збірна Японії | Збірна Японії |
| Рік           | Матчі         | Голи          |
| ------------- | ------------- | ------------- |
| 2019          | 4             | 1             |
| Загалом       | 4             | 1             |